# The Game (magazine)
The Game est un magazine bimestriel français consacré aux jeux vidéo sur consoles et PC, édité par Link Digital Spirit et lancé en juillet 2014,,,,. La parution s'est déroulée sur 4 ans, avec un dernier numéro 28 paru en ligne au mois de janvier 2019,.